# Musicalprojekt Neunkirchen
Das Musical Projekt Neunkirchen ist eine Veranstaltung, die vom Stadtmarketing der Kreisstadt Neunkirchen (Landkreis Neunkirchen, Saarland), der Neunkircher Kulturgesellschaft und dem Verkehrsverein Neunkirchen verwirklicht wurde. Es stehen nur Amateure auf der Bühne.

## Entstehung
Im Dezember 2002 wurde das Musical Projekt von Martin Leutgeb und Markus Müller durch einen Anstoß von Jürgen Fried entwickelt. Jürgen Fried wollte für die Stadt Neunkirchen ein Alleinstellungsmerkmal kreieren. Nachdem die Idee des Musical Projekts geboren war, wurde ein Team zusammengestellt, das damals aus Ellen Kärcher, Charles Bankston, Andreas Puhl, Amby Schillo und Alexander Wendt bestand. Zu dem Casting erschienen 390 Personen, von denen 170 in das Projekt mit aufgenommen wurden.

## Künstlerischer Stab
Der künstlerische Stab des Musical Projekts Neunkirchen änderte sich in den Jahren seines Bestehens einige Male. Zur ursprünglichen Konstellation gehörten Ellen Kärcher, Charles Bankston, Andreas Puhl, Amby Schillo und Alexander Wendt. 2006 kam Ela Otto dazu, und Matthias Brill löste Alexander Wendt als Vocal Coach ab. Ein Jahr später ergänzten Dieter Meier und Francesco Cottone das Team. Aktuell besteht der Stab aus Ellen Kärcher, Amby Schillo, Francesco Cottone und Matthias Stockinger.

## Projekte
Das erste Projekt des Musical Projekts Neunkirchen wurde 2003 aufgeführt und hieß „The Casting“. In dem Stück wurde bei einem Casting ein neuer Superstar gesucht. In der Produktion tauchten verschiedene berühmte Musicalsongs auf, zum Beispiel aus Hair oder Starlight Express. Die Uraufführung war am 23. August 2003 und das Stück wurde fünf Mal aufgeführt.
Am 7. August 2004 war die Uraufführung von „Merlin. Wir können auch anders“. Hier wurde die Geschichte von König Artus und den Rittern der Tafelrunde als Musical erzählt. Hierfür beschäftigte sich Martin Leutgeb intensiv mit der Geschichte. Alle Songs und Dialoge wurden eigens für das Musical verfasst. Das Projekt wurde 2005 noch einmal aufgeführt und es gab insgesamt 16 Aufführungen.
Das darauffolgende Projekt hieß „Hotel. Lobby 20.30“ und wurde am 18. August 2006 uraufgeführt. Auf lustige Weise wird ein Tag im Parkhotel erzählt. „Hotel“ wurde nur in einem Jahr gespielt und es gab dementsprechend 8 Vorstellungen, die alle ausverkauft waren.
Das Projekt „Lysistrate. KampfesLust und LiebesList“ wurde wieder in zwei aufeinander folgenden Jahren aufgeführt. Uraufführung war am 17. August 2007. Das Musical handelte vom historischen Sexstreik der Frauen in Athen, um den Frieden in ihrem Land zu erzwingen.
2009 wurde mit „STUMM. Das Musical“ die Geschichte von Karl Ferdinand Freiherr von Stumm erzählt. Die Premiere fand am 21. August 2009 statt und 2010 wurde das Musical noch einmal aufgeführt.
2011 und 2012 wurde das Projekt „BeGEISTert. Die Musical-Revue“ umgesetzt. Hier wurden Szenen und Songs aus den letzten neun Jahren des Musical Projekts aufgegriffen. Die Uraufführung fand am 5. August 2011 statt.
2012 wurden zum ersten Mal in einem Jahr zwei Stücke aufgeführt. Mit dem Musical „Der Jedermann!“ wurde am 30. November 2012 die Neue Gebläsehalle in Neunkirchen eröffnet. Das Musical basierte auf dem gleichnamigen Stück von Hugo von Hofmannsthal und wurde 2013 noch einmal aufgeführt.
Das vorletzte Projekt des Musical Projekts Neunkirchen hieß „Steam. Das Fantasy-Musical. Ein Augenblick in der Ewigkeit“. Zum ersten Mal wurde sogar die Geschichte komplett neu geschrieben. Inspiriert von der Steampunkszene erzählt Steam eine Geschichte, was hätte passieren können, wenn unsere Welt sich auf eine andere Weise entwickelt hätte. Am 5. September 2014 wurde das Musical zum ersten Mal in Neunkirchen aufgeführt. 2015 gab es eine Wiederaufnahme.
Die saarländische Arbeiterwohlfahrt hat aus Anlass des 150-jährigen Geburtstag von Marie Juchacz beim Musical Projekt Neunkirchen ein Musical in Auftrag gegeben, das die wichtigsten Jahre im Leben der Mitgründerin der deutschen Arbeiterwohlfahrt und der ersten Frau, die in einem deutschen Parlament eine Rede hielt, inszeniert. Am 9. August 2019 wurde es unter dem Titel „Meine Herren und Damen: Marie!“ uraufgeführt. In der Rolle der Marie trat die Sängerin Nina Sepeur auf, Hannah Neumann spielte Maries Schwester Elisabeth.

## Aufführungen
| Jahr      | Projekt                                | Text                                   | Musik                                         | Regie                                  | Choreographie                   | Vocal Coach       |
| --------- | -------------------------------------- | -------------------------------------- | --------------------------------------------- | -------------------------------------- | ------------------------------- | ----------------- |
| 2003      | The Casting                            | Martin Leutgeb                         | Andreas Puhl, Amby Schillo                    | Martin Leutgeb                         | Ellen Kärcher, Charles Bankston | Alexander Wendt   |
| 2004/2005 | Merlin. Wir können auch anders.        | Martin Leutgeb                         | Andreas Puhl, Amby Schillo                    | Martin Leutgeb                         | Ellen Kärcher, Charles Bankston | Alexander Wendt   |
| 2006      | Hotel. Lobby 20.30                     | Ela Otto, Ellen Kärcher                | Andreas Puhl, Amby Schillo                    | Ela Otto, Ellen Kärcher                | Ellen Kärcher                   | Matthias Brill    |
| 2007/2008 | Lysistrate. KampfesLust und LiebesList | Martin Leutgeb, Dieter Meier           | Andreas Puhl, Amby Schillo                    | Martin Leutgeb, Dieter Meier           | Ellen Kärcher                   | Francesco Cottone |
| 2009/2010 | STUMM. Das Musical                     | Martin Leutgeb, Dieter Meier(Co-Regie) | Andreas Puhl, Amby Schillo                    | Martin Leutgeb, Dieter Meier(Co-Regie) | Ellen Kärcher                   | Francesco Cottone |
| 2011/2012 | BeGEISTert! Die Musical-Revue          | Ellen Kärcher, Dieter Meier            | Andreas Puhl, Amby Schillo                    | Ellen Kärcher, Dieter Meier            | Ellen Kärcher                   | Francesco Cottone |
| 2012/2013 | Der Jedermann! Das Musical.            | Ellen Kärcher, Dieter Meier            | Andreas Puhl, Francesco Cottone, Amby Schillo | Ellen Kärcher, Dieter Meier            | Ellen Kärcher                   | Francesco Cottone |
| 2014/2015 | Steam. Das Fantasy-Musical.            | Francesco Cottone, Ellen Kärcher       | Francesco Cottone, Amby Schillo               | Ellen Kärcher                          | Ellen Kärcher                   | Francesco Cottone |
| 2016      | STUMM. Das Musical - Neuinszenierung   | Martin Leutgeb, Dieter Meier           | Andreas Puhl, Amby Schillo                    | Matthias Stockinger                    | Ellen Kärcher                   | Francesco Cottone |
| 2019      | Meine Herren und Damen: Marie!         | Holger Hauer                           | Francesco Cottone, Amby Schillo               | Matthias Stockinger                    | Ellen Kärcher                   | Francesco Cottone |
| 2022/2023 | 100! Die Neunkircher Stadtrevue        | Holger Hauer                           | Francesco Cottone, Amby Schillo               | Jan Schuba                             | Ellen Kärcher                   | Francesco Cottone |